# 大分県道・福岡県道114号前津江星野線
大分県道・福岡県道114号前津江星野線（おおいたけんどう・ふくおかけんどう114ごう まえつえほしのせん）は、大分県日田市から福岡県八女市に至る一般県道である。

## 概要
大分県日田市前津江町柚木から福岡県八女市星野村に至る。
福岡県側は供用区間が存在せず、林道（八女市道）が通る。
福岡県側は道路区域が決定していないため正確な終点位置は不明（未定）である。

### 路線データ
- 起点：大分県日田市前津江町柚木（大分県道673号小畑日田線起点）
- 終点：福岡県八女市星野村
- 総延長：6,253 m[注釈 1]

## 歴史
- 1997年（平成9年） - 路線認定（大分県告示450号、福岡県告示644号）

## 地理

### 通過する自治体
- 大分県
  - 日田市
- 福岡県
  - 八女市

### 交差する道路
| 交差する道路                   | 都道府県名 | 市町村名 | 交差する場所 | 交差する場所 |
| ------------------------------ | ---------- | -------- | ------------ | ------------ |
| 大分県道673号小畑日田線        | 大分県     | 日田市   | 前津江町柚木 | 起点         |
| 福岡県道57号浮羽石川内線未供用 | 福岡県     | 八女市   | 星野村       | 終点         |